# Marquesado de Cayo del Rey
El Marquesado de Cayo del Rey es un título nobiliario español, creado el 10 de abril de 1875 por el rey Alfonso XII a favor de don Justo San Miguel y Barona, Miranda y Mier, que fue senador del reino.

El 27 de enero de 2013, falleció el anterior titular, don Justo San Miguel y Escrivá de Romaní, que también poseyó el título nobiliario de marqués de Centellas, heredado de su madre. El 25 de enero de 2017 se expidió carta de sucesión a favor de María Cristina Osorio Malcampo, nacida en 1975, duquesa de San Lorenzo de Valhermoso. Es hija del anterior duque de Alburquerque y de su segunda esposa, María Cristina Malcampo. Tuvo que litigar con su hermana menor, María Rosa, para la sucesión en el título, la cual fue reconocida por dictamen del Consejo de Estado.